# Tomas Thordarson
Tomas Thordarson (født 1974) er en dansk-islandsk sanger, der blev kendt da han vandt Dansk Melodi Grand Prix 2004 med sangen Sig' det løgn. Sangen opnåede en 13. plads i semifinalen i Eurovision Song Contest 2004 og Danmark gik således ikke videre til finalen.
Thordarson begyndte sin musikalske interesse som studerende ved Blaagaard Statsseminarium. Han blev forsanger i et funk- og soulband og deltog i 2001 i DR-programmet Stjerne for en aften, hvor han vandt den indledende runde, men blev slået af bl.a. James Sampson i finalen og havnede på en 9. plads med 14 point.
I 2004 var han nomineret til LGBT Danmarks LGBT-pris i kategorien Årets homo.

## Diskografi
- Sig Det' Løgn (2004)